# Bolschaja Ussurka
Die Bolschaja Ussurka (russisch Большая Уссурка, „Große Ussurka“; bis 1972: Иман Iman) ist ein rechter Nebenfluss des Ussuri in der Region Primorje im Fernen Osten Russlands.
Die Bolschaja Ussurka hat ihren Ursprung im Sichote-Alin-Gebirge. Sie fließt zuerst in nördlicher Richtung und wendet sich später nach Westen. Der Fluss trifft bei Dalneretschensk auf seinen wichtigsten Nebenfluss, der Malinowka. Nach 440 km erreicht die Bolschaja Ussurka schließlich an der russisch-chinesischen Grenze den Ussuri. Sie entwässert ein Gebiet mit einer Fläche von 29.600 km². Der mittlere Abfluss am Pegel Waguton (Вагутон) beträgt 16,6 m³/s. Der Fluss gefriert Ende November. Die Eisdecke bricht wieder Mitte April. Auf einer Strecke von 235 km wird auf dem Fluss Flößerei betrieben. Im Unterlauf ist er schiffbar.